# Аспергіл жовтий
Аспергіл жовтий (Aspergillus flavus) — вид грибів роду аспергіл (Aspergillus). Сучасну біномінальну назву надано у 1809 році.

## Будова
Везикула жовтого кольору, стеригми однорядові (з віком — дворядні) з колонками радіальних ланцюжків. Конідії грушоподібні або закруглені, 3-6 мкм в діаметрі.

## Поширення та середовище існування
А. flavus розповсюджений повсюдно, частіше його виявляють у зерні, борошні, на арахісі.

## Практичне використання
10 % інвазивних аспергільозів зумовлені даним видом гриба. Він причетний до розвитку міцетом різних органів, отитів, уражає нижні відділи респіраторного тракту, ЦНС, викликає ендокардит, висівається у хворих на діабет.
А. flavus утворює афлатоксини, що ушкоджують гепатоцити і при тривалому потраплянні з їжею є причиною первинного раку печінки. Описані масові отруєння людей в Африці, Південно-Східній Азії, Ірані та інших країнах з низьким рівнем життя.
На агарі Сабуро культивуеться при 25-37 °С із формуванням жовтувато-зелених клаптикових колоній із жовтуватим реверсом.